# Gran Premio del Canada 1999
Il Gran Premio del Canada 1999 è stato un Gran Premio di Formula 1 disputato il 13 giugno 1999 sul Circuit Gilles Villeneuve di Montréal. La gara è stata vinta da Mika Häkkinen su McLaren; secondo e terzo sono giunti rispettivamente Giancarlo Fisichella ed Eddie Irvine.

## Prima della gara
- Dopo essere stato sostituito per tre Gran Premi da Mika Salo a causa un infortunio ad un piede, Ricardo Zonta torna alla guida della BAR.

## Qualifiche

### Risultati
| Pos | No | Pilota                | Costruttore          | Tempo    | Distacco |
| --- | -- | --------------------- | -------------------- | -------- | -------- |
| 1   | 3  | Michael Schumacher    | Ferrari              | 1'19"298 |          |
| 2   | 1  | Mika Häkkinen         | McLaren - Mercedes   | 1'19"327 | +0"029   |
| 3   | 4  | Eddie Irvine          | Ferrari              | 1'19"440 | +0"142   |
| 4   | 2  | David Coulthard       | McLaren - Mercedes   | 1'19"729 | +0"431   |
| 5   | 16 | Rubens Barrichello    | Stewart - Ford       | 1'19"930 | +0"632   |
| 6   | 8  | Heinz-Harald Frentzen | Jordan - Mugen-Honda | 1'20"158 | +0"860   |
| 7   | 9  | Giancarlo Fisichella  | Benetton - Playlife  | 1'20"378 | +1"080   |
| 8   | 11 | Jean Alesi            | Sauber - Petronas    | 1'20"459 | +1"161   |
| 9   | 19 | Jarno Trulli          | Prost - Peugeot      | 1'20"557 | +1"259   |
| 10  | 17 | Johnny Herbert        | Stewart - Ford       | 1'20"829 | +1"531   |
| 11  | 10 | Alexander Wurz        | Benetton - Playlife  | 1'21"000 | +1"702   |
| 12  | 5  | Alessandro Zanardi    | Williams - Supertec  | 1'21"076 | +1"778   |
| 13  | 6  | Ralf Schumacher       | Williams - Supertec  | 1'21"081 | +1"783   |
| 14  | 7  | Damon Hill            | Jordan - Mugen-Honda | 1'21"094 | +1"796   |
| 15  | 18 | Olivier Panis         | Prost - Peugeot      | 1'21"252 | +1"954   |
| 16  | 22 | Jacques Villeneuve    | BAR - Supertec       | 1'21"302 | +2"004   |
| 17  | 23 | Ricardo Zonta         | BAR - Supertec       | 1'21"467 | +2"169   |
| 18  | 12 | Pedro Diniz           | Sauber - Petronas    | 1'21"571 | +2"273   |
| 19  | 15 | Toranosuke Takagi     | Arrows               | 1'21"693 | +2"395   |
| 20  | 14 | Pedro de la Rosa      | Arrows               | 1'22"613 | +3"315   |
| 21  | 20 | Luca Badoer           | Minardi - Ford       | 1'22"808 | +3"510   |
| 22  | 21 | Marc Gené             | Minardi - Ford       | 1'23"387 | +4"089   |

## Gara

### Resoconto
Al via Michael Schumacher mantiene la testa della corsa davanti a Häkkinen, Irvine, Fisichella e Coulthard; più indietro, Trulli finisce nella via di fuga alla prima curva, e nel rientrare in pista travolge Alesi e Barrichello: la direzione gara decide di mandare in pista la safety car. Quando la vettura di sicurezza si fa da parte, al termine del secondo giro, Coulthard sopravanza Fisichella, mentre Schumacher mantiene la prima posizione; tuttavia la corsa viene nuovamente interrotta dopo neanche una tornata, quando Zonta va a sbattere contro le barriere dell'ultima curva. Al settimo giro la gara riprende regolarmente, stavolta senza sorpassi; Schumacher continua a condurre fino al 30º passaggio, quando affronta troppo aggressivamente l'ultima curva prima del traguardo, sbattendo contro le barriere e ritirandosi. Passa così in testa Häkkinen; al 34º giro anche Villeneuve danneggia irreparabilmente la sua vettura contro il muretto dell'ultima curva, provocando l'ingresso in pista della safety car.
Alla ripartenza Coulthard cerca di sopravanzare Irvine: i due si toccano e finiscono in testacoda, perdendo diverse posizioni e facendo salire al secondo posto Fisichella. Nel corso della 44ª tornata il romano ha un'incertezza durante il doppiaggio di Badoer e Panis, subendo il sorpasso di Frentzen; a quattro giri dal termine, però, il tedesco finisce con violenza contro le barriere, a causa della rottura dei freni: l'urto gli causa una micro-frattura alla gamba sinistra. La gara si conclude quindi con la safety car in pista: Häkkinen coglie la seconda vittoria consecutiva davanti a Fisichella (terzo podio consecutivo in Canada) e Irvine, autore di una bella rimonta negli ultimi giri che gli consente di confermare il terzo posto della scorsa edizione; chiudono la zona punti Ralf Schumacher, Herbert e Diniz.

### Risultati
| Pos | N  | Pilota                | Costruttore/Motore   | Giri | Tempo/Ritiro/Media         | Griglia | Punti |
| --- | -- | --------------------- | -------------------- | ---- | -------------------------- | ------- | ----- |
| 1   | 1  | Mika Häkkinen         | McLaren - Mercedes   | 69   | 1h41'35"727 - 180.155 km/h | 2       | 10    |
| 2   | 9  | Giancarlo Fisichella  | Benetton - Playlife  | 69   | +0"782                     | 7       | 6     |
| 3   | 4  | Eddie Irvine          | Ferrari              | 69   | +1"797                     | 3       | 4     |
| 4   | 6  | Ralf Schumacher       | Williams - Supertec  | 69   | +2"392                     | 13      | 3     |
| 5   | 17 | Johnny Herbert        | Stewart - Ford       | 69   | +2"805                     | 10      | 2     |
| 6   | 12 | Pedro Diniz           | Sauber - Petronas    | 69   | +3"711                     | 18      | 1     |
| 7   | 2  | David Coulthard       | McLaren - Mercedes   | 69   | +5"004                     | 4       |       |
| 8   | 21 | Marc Gené             | Minardi - Ford       | 68   | +1 giro                    | 22      |       |
| 9   | 18 | Olivier Panis         | Prost - Peugeot      | 68   | +1 giro                    | 15      |       |
| 10  | 20 | Luca Badoer           | Minardi - Ford       | 67   | +2 giri                    | 21      |       |
| 11  | 8  | Heinz-Harald Frentzen | Jordan - Mugen-Honda | 65   | Freni                      | 6       |       |
| Rit | 5  | Alessandro Zanardi    | Williams - Supertec  | 50   | Freni                      | 12      |       |
| Rit | 15 | Toranosuke Takagi     | Arrows               | 41   | Trasmissione               | 19      |       |
| Rit | 22 | Jacques Villeneuve    | BAR - Supertec       | 34   | Incidente                  | 16      |       |
| Rit | 3  | Michael Schumacher    | Ferrari              | 29   | Incidente                  | 1       |       |
| Rit | 14 | Pedro de la Rosa      | Arrows               | 22   | Trasmissione               | 20      |       |
| Rit | 7  | Damon Hill            | Jordan - Mugen-Honda | 14   | Incidente                  | 14      |       |
| Rit | 16 | Rubens Barrichello    | Stewart - Ford       | 14   | Sterzo                     | 5       |       |
| Rit | 23 | Ricardo Zonta         | BAR - Supertec       | 2    | Incidente                  | 17      |       |
| Rit | 11 | Jean Alesi            | Sauber - Petronas    | 0    | Collisione con J.Trulli    | 8       |       |
| Rit | 19 | Jarno Trulli          | Prost - Peugeot      | 0    | Collisione con J.Alesi     | 9       |       |
| Rit | 10 | Alexander Wurz        | Benetton - Playlife  | 0    | Trasmissione               | 11      |       |

## Classifiche

### Piloti
| Pos. | Pilota                | Punti |
| ---- | --------------------- | ----- |
| 1    | Mika Häkkinen         | 34    |
| 2    | Michael Schumacher    | 30    |
| 3    | Eddie Irvine          | 25    |
| 4    | Heinz-Harald Frentzen | 13    |
| 4    | Giancarlo Fisichella  | 13    |
| 6    | David Coulthard       | 12    |
| 6    | Ralf Schumacher       | 12    |
| 8    | Rubens Barrichello    | 6     |
| 9    | Damon Hill            | 3     |
| 10   | Johnny Herbert        | 2     |
| 11   | Olivier Panis         | 1     |
| 11   | Pedro de la Rosa      | 1     |
| 11   | Jean Alesi            | 1     |
| 11   | Jarno Trulli          | 1     |
| 11   | Alexander Wurz        | 1     |
| 11   | Pedro Diniz           | 1     |

### Costruttori
| Pos. | Team                 | Punti |
| ---- | -------------------- | ----- |
| 1    | Ferrari              | 55    |
| 2    | McLaren - Mercedes   | 46    |
| 3    | Jordan - Mugen-Honda | 16    |
| 4    | Benetton - Playlife  | 14    |
| 5    | Williams - Supertec  | 12    |
| 6    | Stewart - Ford       | 8     |
| 7    | Sauber - Petronas    | 2     |
| 7    | Prost - Peugeot      | 2     |
| 9    | Arrows               | 1     |

## Fonti
- Sito di The Official Formula 1, su formula1.com. URL consultato l'11 marzo 2009.
- Autosprint, Autosprint extra - l'anno dei campioni, pagg.114-115.